# Giovanni Antiga
Giovanni Antiga (Miane, 29 luglio 1878 – Nizza, 11 luglio 1960) è stato un compositore e organista italiano.

## Biografia
Giovanissimo, studia al conservatorio Verdi di Milano, sotto la direzione del celebre violinista e compositore Antonio Bazzini. Quindi al liceo musicale Rossini di Pesaro, sotto la direzione di Carlo Pedrotti e Pietro Mascagni, fino a diplomarsi nella classe di violino con l'insegnante Raffaele Frontali a diciotto anni. Due anni dopo si diploma in pianoforte al Conservatorio di Milano con la distinta maestra Erminia Foltran Carpenè, allieva di Buonamici e di Ferruccio Busoni e fondatrice della Scuola di Pianoforte di Conegliano.
Nel 1900 viene scritturato in Francia come accompagnatore artistico. Oltralpe conosce il maestro e compositore Jules Massenet; viene quindi chiamato come direttore ed organista della cattedrale di Grasse. Conosce personalmente illustri personalità musicali: oltre al già citato Massenet, Debussy, Ravel, Bartok, Messanger, Gabriele D'Annunzio e Toti Dal Monte.
Nel 1911 si trasferisce a Nizza. Qui diviene l'organista della chiesa di San Giuseppe e si dedica al professorato e alla composizione di diversi lavori per pianoforte, pianoforte e violino e per orchestra ridotta, tra cui:
- Impressioni al Carmine (piccola suite)
- Campane a festa
- Presso una fontanella
- Ninna Nanna
- Raggi di luna sul mare
- Campane di Roma
- Contemplando un Crocifisso del Brustolon a S. Fior
- Canto d'Amore
- Piccola raccolta di impressioni giovanili
- Riduzioni di composizioni classiche per le piccole mani
- Sulla tomba di un eroe
- La visione del Cadore
- Le foglie d'autunno
- Il canto del montanaro
- La canzone nostalgica
- Il tramonto del sole
- Trot des cavaliers
- Boite a musique
- Le fontane di camurei (valzer capriccioso)
- Je t'amerai toujours (dedicato alla Patria)
- Dance roustique
- Il Piave (poema sinfonico)
- Sulle rive del Piave (stornello)
- Polonaise
- Suonata per piano e violino
- Tarantella napoletana
- Ricordi di Spagna
- Cinque pezzetti romantici
- Exercices du meccanisme et de velocité

Per il suo successo in terra francese, il compositore fu insignito del titolo di Ufficiale dell'Accademia di belle arti di Parigi.
Per volontà degli eredi, il 10 giugno 2011 le sue spoglie sono traslate dalla sua città di adozione, Nizza, al paese natale, Miane.